# Olybrius
Flavius(?) Anicius Olybrius (? - 22 oktober 472) was West-Romeins keizer van mei tot 22 oktober 472.
Olybrius kwam uit een vooraanstaande familie en woonde in Rome. Nadat deze stad door de Vandalen was geplunderd in 455 vluchtte hij naar Constantinopel waar hij consul werd en trouwde met de dochter van voormalig keizer Valentinianus III, Placidia. Haar zus, Eudocia, was getrouwd met de zoon van vandalenkoning Geiseric, die derhalve graag Olybrius op de West-Romeinse troon zag, en dit al sinds de dood van Maiorianus in 461 voor elkaar probeerde te krijgen.
in 472 stuurde Byzantijns keizer Leo I Olybrius naar Italië om Anthemius te helpen tegen Ricimer. Maar na wat onderhandelingen werd Anthemius afgezet en plaatste Ricimer Olybrius op de troon. Enige maanden later werd Anthemius vermoord.
De heerschappij van Olybrius was kort en zonder veel bijzonderheden. Hij stierf aan een ziekte in oktober 472, niet lang nadat Ricimer ook was overleden en Olybrius diens neef Gundobad als patriciër en magister militum had benoemd (en hem feitelijk alle macht had gegeven).